# Schieß-Europameisterschaften 300 Meter 1993
Die 8. ESC Schieß-Europameisterschaften 300 Meter 1993, fanden 1993 in Thun, Schweiz für die Disziplin Gewehr auf die 300-Meter-Distanz statt. Es nahmen 20 Athleten aus 6 Ländern teil.

## Ergebnisse

### Männer
| Wettbewerb                                 | Gold                                                   | Gold      | Silber                                                    | Silber    | Bronze                                                  | Bronze   |
| ------------------------------------------ | ------------------------------------------------------ | --------- | --------------------------------------------------------- | --------- | ------------------------------------------------------- | -------- |
| 300 m Gewehr Dreistellungskampf            | Olivier Cottagnoud                                     | 1164      | Rajmond Debevec                                           | 1161      | Norbert Sturny                                          | 1158     |
| 300 m Gewehr Dreistellungskampf Mannschaft | SchweizNorbert Sturny Olivier Cottagnoud Daniel Burger | 3469      | NorwegenArild Roeyseth Harald Stenvaag Geir Magne Rolland | 3456      | FinnlandTapio Säynevirta Kalle Leskinen Harri Marjala   | 3450     |
| 300 m Gewehr liegend                       | Olivier Cottagnoud                                     | 596 (100) | Tapio Säynevirta                                          | 596 (100) | Christer Larsson                                        | 596 (99) |
| 300 m Gewehr liegend Mannschaft            | SchweizNorbert Sturny Olivier Cottagnoud Konrad Jäggi  | 1780      | SchwedenChrister Larsson Michael Larsson Roger Jansson    | 1776      | FinnlandTapio Säynevirta Kalle Leskinen Ralf Westerlund | 1774     |
| 300 m Standardgewehr                       | Geir Magne Rolland                                     | 583       | Thomas Köhler                                             | 582       | Roger Chassat                                           | 280      |
| 300 m Standardgewehr Mannschaft            | SchweizNorbert Sturny Thomas Köhler Olivier Cottagnoud | 1738      | NorwegenGeir Magne Rolland Arild Røyseth Thore Larsen     | 1727      | FrankreichRoger Chassat Pascal Bessy Dominique Maquin   | 1717     |

## Medaillenspiegel
| Platz  | Land       | Gold | Silber | Bronze | Gesamt |
| ------ | ---------- | ---- | ------ | ------ | ------ |
| 01     | Schweiz    | 5    | 1      | 1      | 7      |
| 02     | Norwegen   | 1    | 2      | —      | 3      |
| 03     | Finnland   | —    | 1      | 2      | 3      |
| 04     | Schweden   | —    | 1      | 1      | 2      |
| 05     | Slowenien  | —    | 1      | —      | 1      |
| 06     | Frankreich | —    | —      | 2      | 2      |
| Gesamt | Gesamt     | 6    | 6      | 6      | 18     |